# Camicia nera (film)
Camicia nera è un film del 1933 diretto da Giovacchino Forzano.
Film corale di propaganda, girato in occasione del decennale del Fascismo, rappresenta le vicende italiane dal 1914 al 1932 secondo l'interpretazione che di queste fu data dal regime, con protagonisti uomini e donne di tutte le regioni d'Italia.
Il film venne proiettato in prima nazionale, contemporaneamente, nella maggior parte delle sale cinematografiche d'Italia, il 23 marzo 1933.

## Trama
Un fabbro italiano emigrato in Francia (Mussolini era figlio di un fabbro) combattendo durante la prima guerra mondiale perde la memoria. La recupera anni dopo e torna in Italia, trovando un paese cambiato (bonifica delle paludi pontine, l'inaugurazione della città di Littoria) a causa del fascismo.

## Critica
Trattandosi di un film di regime, la critica all'epoca dell'uscita si dimostrò entusiasta. Il critico Matteo Incagliati, sul Messaggero di Roma del 24 marzo 1933 scrisse che si trattava di «un film italianissimo, le scene che maggiormente colpiscono e appassionano e che sono riprodotte con maggiore potenza di mezzi espressivi, sono principalmente quelle dei reduci della prima guerra mondiale ridotti allo squallore più duro e vilipesi per aver dato il sangue alla Patria».
Successivamente questi giudizi furono drasticamente rovesciati: il dizionario Morandini lo definisce un «balbettante film di propaganda, girato per il decennale della marcia su Roma, in bilico tra l'insipienza e il guittume, con punte di comicità involontaria», e Pietro Bianchi ha sostenuto che in Camicia nera «la retorica si sposa alla presunzione, la convenzione all'enfasi, senza un attimo di tregua». D'altra parte «la sfacciata propaganda del film non convinse neppure gli stessi fascisti» dal che si può dedurre che in questo caso regista e parte della stampa furono più conformisti del regime stesso. Riguardo alla comicità involontaria si è parlato della scena che tanto entusiasmò il critico de Il Messaggero di Roma e che sarebbe stata considerata, in retrospettiva, una delle più importanti scene di comicità involontaria del cinema italiano: si tratta dell'episodio del maniscalco ricoverato in un ospedale dopo aver perduto la memoria, che ritrova sé stesso mentre lo staff medico prova a scoprire di quale nazionalità egli sia. Quando il dottore proietta sullo schermo una diapositiva con il bollettino che annuncia la vittoria dell'Italia, lo smemorato si alza in piedi, grida «Italia» e sviene.

## Versione tedesca
La versione tedesca è curata dal regista Herbert Selpin, s'intitola Schwarzhemden ed è dello stesso anno (1933).